# Karl Marlantes
Karl Arthur Marlantes (Astoria, 24 de diciembre de 1944) es un autor estadounidense y veterano de la guerra de Vietnam. Ha escrito tres libros: Matterhorn: A Novel of the Vietnam War (2010), What It Is Like to Go to War (2011) y Deep River (2019).

## Biografía

### Primeros años
Marlantes creció en Seaside, Oregón, una pequeña ciudad maderera. Jugó al fútbol y fue presidente del cuerpo estudiantil en la Escuela de Secundaria de Seaside, donde se graduó en 1963. Su padre era el director de la escuela.
Ganó una Beca Nacional al Mérito y asistió a la Universidad de Yale, donde fue miembro de Jonathan Edwards College y Beta Theta Pi, jugando como alero en el equipo de rugby. Durante su tiempo en Yale, Marlantes se entrenó en la Clase de Líderes de Pelotón del Cuerpo de Marines. Le concedieron una beca Rhodes en el University College de la Universidad de Oxford. Regresó a Oxford después de su servicio militar y obtuvo una maestría.

### Guerra de Vietnam
Marlantes abandonó después de un semestre en Oxford para unirse al servicio activo en el Cuerpo de Marines de los Estados Unidos como oficial de infantería. Sirvió durante la guerra de Vietnam con el 1.º Batallón del 4.º Regimiento de Marines, desde octubre de 1968 hasta octubre de 1969, siendo galardonado con la Cruz de la Armada por sus acciones en Vietnam mientras dirigía un asalto a un complejo de búnkeres en la cima de una colina. También se desempeñó como observador aéreo mientras estaba en Vietnam. Marlantes también recibió una Estrella de Bronce, dos Medallas de Reconocimiento de la Armada por su valor, dos Corazones Púrpura y diez Medallas del Aire.
Sirvió un año más en el Cuartel General del Cuerpo de Marines después de su servicio de combate. Sufre un trastorno de estrés postraumático.
Marlantes aparece en la serie documental de diez partes de Ken Burns y Lynn Novick, The Vietnam War (2017), donde reflexiona sobre sus vivencias durante la guerra.

### Carrera literaria
Marlantes es el autor de Matterhorn: A Novel of the Vietnam War (2010). Sebastian Junger de The New York Times declaró que Matterhorn era «una de las novelas más profundas y devastadoras que jamás haya salido de Vietnam, o de cualquier guerra». Recibió el Premio del Libro del Estado de Washington 2011 en la categoría de ficción. La novela se basa en la experiencia de combate de Marlantes en la guerra de Vietnam.
Su siguiente libro fue What It Is Like to Go to War? (2011), una obra biográfica de no ficción sobre su regreso al mundo civil y la vida moderna de los veteranos en general.
La novela Deep River (2019) de Marlantes se publicó en julio de 2019. Sigue a una familia finlandesa que huye de Finlandia y se instala en el noroeste del Pacífico en una comunidad maderera. La historia analiza la industria maderera y los movimientos laborales de principios del siglo XX y la reconstrucción de una familia en Estados Unidos mientras se equilibra la tradición familiar.

## Obras publicadas
- Marlantes, K. (2010). Matterhorn: A Novel of the Vietnam War (en inglés). Nueva York: Atlantic Monthly Press. ISBN 9780802119285. En español: Matterhorn: Una novela sobre la guerra de Vietnam. México, D. F.: Océano, 2015. ISBN 9786077356202
- —— (2011). What it is Like to Go to War (en inglés). Nueva York: Atlantic Monthly Press. ISBN 9780802119926.
- —— (2019). Deep River (en inglés). Nueva York: Atlantic Monthly Press. ISBN 9780802125385.